# الرحيبة (تعز)
الرحيبه هي إحدى قرى الجمهورية اليمنية. وهي تتبع جغرافيًا لمحافظة تعز. وإداريًا لمديرية خدير. يبلغ تعداد سكانها 2295 نسمة حسب الإحصاء الذي جرى عام 2004.